# Kryspina
Kryspina – imię żeńskie pochodzenia łacińskiego. Wywodzi się od słowa crispa – (osoba) o kręconych włosach, kędzierzawa.
Kryspina imieniny obchodzi 5 grudnia.

## Znane postacie tego imienia
- Kryspina – małżonka rzymskiego cesarza Kommodusa
- Św. Kryspina  – męczennica wczesnochrześcijańska (zm. 304 n.e.)
- Kryspina Stelmowska – XIX-wieczna działaczka patriotyczna i kobieca